# 安顺专区
安顺专区是贵州省已撤销的专区。在今贵州省西部。

## 安顺专区
1949年置，下辖安顺、平坝、镇宁、普定、紫云、郎岱等县。专员公署驻安顺县（今市）。
1956年，清镇、贵筑、龙里、贵定、福泉、瓮安、息烽、修文、开阳、晴隆、普安、盘县、郎岱、关岭、兴仁、兴义等县划入；紫云、镇宁二县划归黔南布依族苗族自治州。
1957年，撤销贵筑县。1958年，设安顺市；撤销关岭、安顺、晴隆、福泉、龙里五县；清镇、修文、开阳三县划归贵阳市；瓮安、龙里、贵定三县划归黔南布依族自治州；息烽县划归遵义专区；安龙、册亨、贞丰、镇宁四县划入；同年撤销贞丰、册亨二县。
1960年，撤销郎岱县，设六枝市。1961年，恢复关岭、册亨、贞丰、晴隆四县。1962年，撤销安顺市，恢复安顺县；撤销六枝市，恢复六枝县。
1963年，修义、清镇二县划入；镇宁县改设镇宁布依族苗族自治县；贞丰、册亨、安龙三县划归黔南布依族苗族自治州。
1965年，兴义、兴仁、睛隆、普安、盘县五县划归兴义专区；息烽、开阳、紫云三县划入；紫云县改设紫云苗族布依族自治县。
1966年，恢复安顺市；六枝县改名郎岱县；设六枝特区。
1970年，改置安顺地区，郎岱县撤销并入六枝特区，并划入新成立的六盘水地区。 

## 安顺地区
安顺地区辖原安顺专区的安顺市、安顺县、平坝县、清镇县、修文县、开阳县、息烽县、普定县、关岭县、镇宁布依族苗族自治县、紫云苗族布依族自治县，共1市、8县、2自治县。
1981年3月27日，设立关岭布依族苗族自治县。1992年11月6日，撤销清镇县，设立清镇市（县级）。
1995年7月21日，将修文县、息烽县、开阳县、清镇市划归贵阳市管辖。
2000年6月23日，撤销安顺地区，设立地级安顺市。